# Euproctis praecurrens
Euproctis praecurrens är en fjärilsart som beskrevs av Walker 1865. Euproctis praecurrens ingår i släktet Euproctis och familjen tofsspinnare. Inga underarter finns listade i Catalogue of Life.